# Mount Lied
Mount Lied är ett berg i Antarktis. Det ligger i Östantarktis. Australien gör anspråk på området. Toppen på Mount Lied är 1 737 meter över havet.
Terrängen runt Mount Lied är huvudsakligen platt, men åt nordost är den kuperad. Trakten är obefolkad. Det finns inga samhällen i närheten.